# Steenoogje
Het steenoogje (Brianaria bauschiana) is een korstmos uit de familie Psoraceae. Deze steen- en houtbewoner leeft in symbiose met de alg Micareoid.

## Kenmerken
Het thallus is korstvormig en heeft rode en groene tinten. De apothecia zijn hebben indien aanwezig een diameter van 0,3 tot 0,7 mm. De ascosporen zijn hyaliene en meten 6,5-10 × 2,5-4,0.

## Verspreiding
Het steenoogje is in Nederland zeer zeldzaam. Het staat op de Nederlandse rode lijst korstmossen met de status "gevoelig".